# 84075 Петепатрицій
84075 Петепатрицій (84075 Peterpatricia) — астероїд головного поясу, відкритий 8 серпня 2002 року.
Тіссеранів параметр щодо Юпітера — 3,300.